# 傅求
傅求（1003年—1073年），字命之，考城（河南省蘭考县）人。
咸平六年（1003年）生。天聖二年（1024年），進士甲科及第，授予大理評事、兗州（治今山东兖州县）仙源知縣等官職。慶曆八年正月，任陝西轉運使。慶曆末，自梓州（今四川三台縣一帶）漕移陝西。關中使用以一當十的鐵錢，民間私鑄者不可勝計，傅求請求改變辦法。皇祐四年二月庚辰，任戶部副使。皇祐五年，兼秦鳳路置糧草。累迁龙图阁学士、权知开封府。晚年昏聵，因斷獄差失而出知兖州。熙寧六年（1273年）六月卒，年七十一。

## 延伸阅读
[在维基数据编辑]
 《宋史/卷330》，出自脱脱《宋史》